# Universitatea Georg-August din Göttingen
Universitatea Georg-August din Göttingen a fost întemeiată în anii 1732/1734 de principele Georg August de Braunschweig, totodată rege al Marii Britanii, sub numele de George al II-lea. Universitatea a fost deschisă în anul 1737, ea se va dezvolta repede, ajungând să aibă aproape 1000 de studenți, ceace o face să se numere în timpurile acelea, printre cele mai mari universități din Europa.
Instituția este cea mai veche universitate din Saxonia Inferioară având în anul 2008, 24.000 de studenți. Din anul 2003 universitatea este cea mai mare universitatea din RFG, având din anul 2005 ca președinte pe profesorul de medicină și biochimie Kurt von Figura. Din anul 2007 prin programul "Georgia Augusta" este sprijinită financiar de stat pentru a face cercetări științifice deosebite. Biblioteca universității Göttingen, cuprinde  4,5 milioane de volume de cărți și tratate științifice fiind printre cele mai bogate biblioteci din Germania.

## Facultăți
| Numele facultății              | Studenți in anul 2007/08 | din care studente în % |
| Agronomie                      | 1326                     | 48,6                   |
| Biologie-Fiziologie            | 2350                     | 65,9                   |
| Chimie                         | 745                      | 37,2                   |
| Forestieră și ecologia pădurii | 783                      | 30,8                   |
| Geografie și geofizică         | 613                      | 40,0                   |
| Matematică-Informatică         | 791                      | 28,3                   |
| Fizică                         | 832                      | 17,7                   |
| Științe juridice               | 2077                     | 47,0                   |
| Sociologie                     | 2917                     | 56,1                   |
| Tehnică                        | 2999                     | 39,2                   |
| Teologie (evanghelică)         | 335                      | 56,5                   |
| Filozofie                      | 4463                     | 67,0                   |
| Medicină                       | 3752                     | 56,8                   |
| Total                          | 23983                    | 51,8                   |